# Scoliopus
Genre
Classification APG III (2009)
Scoliopus est un genre de plantes de la famille des Liliaceae.

## Liste des espèces
Selon World Checklist of Selected Plant Families (WCSP) (4 juin 2016) et ITIS (4 juin 2016) :
- Scoliopus bigelovii Torr.
- Scoliopus hallii S. Wats.